# USS McCall (DD-28)
USS McCall (DD-28) – amerykański niszczyciel typu Paulding będący w służbie United States Navy w czasie I wojny światowej. Po wojnie służył w United States Coast Guard oznaczony jako (CG-14). Nazwa okrętu pochodziła od Edwarda McCalla.
Stępkę okrętu położono 8 czerwca 1909 w stoczni New York Shipbuilding Company w Camden. Zwodowano go 4 czerwca 1910, matką chrzestną była Jessie Willits. Jednostka weszła do służby 23 stycznia 1911, pierwszym dowódcą został Lieutenant Commander J. T. Tomkins.
Okręt został przydzielony do Flotylli Torpedowej Floty Atlantyku i operował wzdłuż wybrzeża Atlantyku, głównie z Newport i w rejonie zatoki Chesapeake. Każdej zimy płynął wraz z flotą na wody kubańskie na manewry.
W 1916 "McCall" brał udział w patrolach neutralności w pobliżu Nowego Jorku i wybrzeża Nowej Anglii. 14 czerwca 1917, po przejściu przeglądu w Filadelfii, popłynął do Nowego Jorku by eskortować konwój z żołnierzami płynący do Europy. Kontrtorpedowiec kontynuował wykonywanie obowiązków eskortowych na zachodnim Atlantyku do stycznia 1918, gdy popłynął do Queenstown. Dotarł tam 22 lutego i pełnił obowiązki eskortowe i ratownicze do 16 grudnia.
Po powrocie do Stanów Zjednoczonych w styczniu 1919 wznowił służbę w pobliżu wschodniego wybrzeża USA do czasu wycofania ze służby w Filadelfii 12 grudnia 1919.
Był w rezerwie przez następne cztery i pół roku, po czym został przekazany United States Coast Guard 7 czerwca 1924. Stacjonował w New London i brał udział w patrolach rumowych.
Wrócił do US Navy 18 października 1930 i został sprzedany na złom 2 maja 1934 zgodnie z ustaleniami londyńskiego traktatu morskiego.